# おとなの自動車保険 presents 光のメロディー
『おとなの自動車保険 presents 光のメロディー』（おとなのじどうしゃほけんプレゼンツ ひかりのメロディー）は、2017年4月2日から同年6月25日まで全国FM放送協議会 (JFN) 加盟38局で放送されていたTOKYO FM製作の音楽番組である。セゾン自動車火災保険（「おとなの自動車保険」名義）の一社提供。全13回。放送時間は毎週日曜 15:30 - 15:55 （日本標準時）。
2017年時点でも幅広い層に知られる過去の名曲を、各回のテーマに沿って紹介していた番組。パーソナリティは、元Folder5のメンバーで女優の満島ひかり。番組は、ゲストを一人も招かずに進行していた。番組中盤には、高橋万里恵によるインフォマーシャルコーナー「おとなナビ」を設けていた。

## テーマ
1. フォーク・ロック
2. 80年代キング・オブ・ポップのDNA
3. 70年代に生まれたディスコ・サウンド
4. 90年代のアシッド・ジャズ・ムーヴメント
5. 80年代のエレクトロ・ファンク
6. 80年代のシティ・ポップ
7. 90年代のヒップホップ・ソウル
8. 80年代のシンセ・ポップ
9. 2000年代のサーフ・ミュージック
10. 80年代・プリンスのDNA
11. ブルーアイド・ソウル
12. ザ・ビートルズ
13. 満島ひかりを“おとな”にしたメロディー